# Bjørn L’Orange
Bjørn L’Orange (* 20. Januar 1963) ist ein ehemaliger norwegischer Billardspieler. Im Poolbillard wurde der neunmalige norwegische Meister zweimal Europameister – 1983 in der Disziplin 14/1 endlos und 1986 im 9-Ball. Später gewann er siebenmal die nationale Meisterschaft im Snooker und mit dem dritten Platz 1990 als erster Norweger eine Medaille bei der Amateurweltmeisterschaft, bevor er von 1991 bis 1997 als Profi auf der Main Tour spielte. Sein bestes Ergebnis auf der Profitour war das dreimalige Erreichen der Runde der letzten 96 bei der Weltmeisterschaft.

## Karriere

### Poolbillard
Bei der Jugend-EM 1981 wurde Bjørn L’Orange nach einer Finalniederlage gegen Bengt Pedersen Vizejunioreneuropameister im 14/1 endlos. Ein Jahr später wurde er im Finale gegen Kjell Engebretsen zum ersten Mal norwegischer Meister in der Disziplin 8-Ball. Bis 1986 verteidigte er viermal den Titel und in den Jahren 1984 und 1986 gewann er zudem die Meisterschaft im 14/1 endlos. Ebenfalls im 14/1 endlos gewann er 1982 mit dem dritten Platz seine erste EM-Medaille und wurde ein Jahr später durch einen Finalsieg gegen Björn Jonsson als erster nicht-schwedischer Spieler Europameister. Nachdem er 1984 die Bronzemedaille im 14/1 endlos gewonnen hatte, wurde er 1986 zum zweiten Mal Europameister, diesmal im 9-Ball durch einen Finalsieg gegen Dan Johansson.
Sieben Jahre nach seinem letzten Titelgewinn wurde L’Orange 1993 im Finale gegen Lars Harald Riiber zum insgesamt achten Mal norwegischer Meister und zum dritten Mal im 8-Ball. 1997 sicherte er sich durch einen Finalsieg gegen Roger Lysholm erstmals den Meistertitel im 9-Ball und belegte den dritten Rang im 14/1 endlos.

### Snooker
Bei der Amateurweltmeisterschaft 1987 zog L’Orange ins Achtelfinale ein, in dem er dem späteren Turniersieger Darren Morgan mit 0:5 unterlag. Nachdem er bei der EM 1988 in der Vorrunde ausgeschieden war, erreichte er bei der Amateur-WM 1988 erneut die Runde der letzten 16, in der er diesmal gegen Ron Jones verlor, und schied 1989 in der Gruppenphase aus. Im November 1990 gewann er als erster Norweger eine Medaille bei der Amateurweltmeisterschaft, als er unter anderem durch Siege gegen Ron Jones und Stanley Leung ins Halbfinale einzog, in dem er sich dem späteren Weltmeister Stephen O’Connor mit 7:8 nur knapp geschlagen geben musste.
In der Saison 1990/91 nahm L’Orange an zwei Turnieren der Profitour teil, musste jedoch sowohl beim World Masters als auch beim Kent Cup 1991 Auftaktniederlagen hinnehmen. Zur folgenden Spielzeit wurde er Profi. Während er siebenmal in der Vorqualifikation scheiterte, besiegte er beim Grand Prix 1991 unter anderem Eric Lawlor und zog erstmals in die Runde der letzten 128 ein, in der er dem Engländer Barry Pinches mit 3:5 unterlag. Bei den Asian Open 1992 gelangte er ebenfalls in die Runde der letzten 128 und verlor gegen Paul Medati. Sein bestes Saisonergebnis erzielte er bei der WM 1992, als er unter anderem durch Siege gegen Graham Horne, Paul Watchorn und den dreimaligen Weltmeister John Spencer die Runde der letzten 96 erreichte, in der er sich Ian Graham mit 7:10 geschlagen geben musste. Er beendete die Spielzeit 1991/92 in der Weltrangliste auf dem 168. Platz.
In seiner zweiten Profisaison scheiterte L’Orange stets spätestens im zweiten Spiel der Vorqualifikation. Lediglich bei der WM 1993 setzte er sich gegen Jonathan Bagley, Steve Campbell und Dave Gilbert durch, bevor er in der Runde der letzten 96 dem Engländer Les Dodd knapp mit 9:10 unterlag. Anschließend gelangte er auf den 159. Weltranglistenplatz, der die beste Platzierung seiner Karriere blieb. In der Spielzeit 1993/94 musste er sechs Auftaktniederlagen hinnehmen, erreichte zweimal die Runde der letzten 128 (European Open 1993, British Open 1994) und gelangte bei der Weltmeisterschaft zum dritten Mal in Folge in die Runde der letzten 96, in der er sich diesmal Andy Hicks mit 6:10 geschlagen geben musste. In der Weltrangliste fiel er auf den 176. Platz zurück.
In der Saison 1994/95 gewann bei sieben seiner neun Turnierteilnahmen mindestens ein Spiel. Seine besten Ergebnisse erzielte er bei der UK Championship 1994 und bei den International Open 1995, bei denen er die Runde der letzten 128 jeweils nur knapp verpasste. Bei der WM 1995 setzte er sich gegen Johangir Khan durch und schied nach einer 1:5-Niederlage gegen Michael Leach in seinem zweiten Vorqualifikationsspiel aus. Zum Saisonende konnte er sich in der Weltrangliste auf den 168. Rang noch einmal leicht verbessern.
Nachdem er bei den ersten fünf Turnieren der Spielzeit 1995/96 jeweils sein Auftaktmatch verloren hatte, gewann er bei den folgenden vier Turnieren zumindest ein Spiel und bei der WM 1996 erreichte er durch Siege gegen Michael Leach und Ken Owers die Runde der letzten 128, in der er dem Schotten David McLellan mit 5:10 unterlag. Am Saisonende kam er auf den 192. Weltranglistenplatz. In der folgenden Saison nahm er an keinem Turnier mehr teil und fiel schließlich von der Main Tour.
In den folgenden Jahren nahm L’Orange nur noch vereinzelt an Amateurturnieren teil. So wurde er im April 1997 durch einen 4:0-Finalsieg gegen Kjartan Fridthofsson zum vierten Mal norwegischer Meister und gewann den Titel 2000 erneut, diesmal mit 4:0 im Finale gegen Andre Hellerud. Daneben erreichte er im Jahr 2000 bei der nordischen Meisterschaft und bei der Europameisterschaft das Viertelfinale, in dem er jeweils dem späteren Turniersieger Jóhannes B. Jóhannesson (1:4) beziehungsweise Craig Butler (1:5) unterlag. Bei den norwegischen Meisterschaften 2001 und 2002 gelang L’Orange durch Finalsiege gegen Geir Holmqvist (5:1) und Ken Simon Røed (4:0) die Titelverteidigung.

## Erfolge
Poolbillard
- Norwegischer 8-Ball-Meister: 1982, 1983, 1984, 1985, 1986
- 14/1-endlos-Europameisterschaft: 1983
- Norwegischer 14/1-endlos-Meister: 1984, 1986, 1993
- 9-Ball-Europameisterschaft: 1986
- Norwegischer 9-Ball-Meister: 1997

Snooker
- Norwegischer Meister: 1995, 1997, 2000, 2001, 2002 1